# ATHENE
ATHENE was een kernreactor voor onderwijs- en onderzoeksdoeleinden bij de Nederlandse Technische Hogeschool Eindhoven (THE), nu de Technische Universiteit Eindhoven. De naam is afgeleid van Atoomkernreactor Technische Hogeschool Eindhoven NEderland.

## Bouw
Het basisconcept voor het ontwerp van de ATHENE-reactor werd al in 1958 ontwikkeld bij de Afdeling Beoordeling en Ontwerp van het Reactor Centrum Nederland te 's-Gravenhage. Per 31 december 1965 werd de opdracht tot de bouw verstrekt.
De bouw van wat de zesde kernreactor in Nederland werd, begon in 1966. Om de reactor op het universiteitsterrein van de Technische Hogeschool Eindhoven (THE), nu de Technische Universiteit Eindhoven, te mogen plaatsen werd het een kleine reactor, met een vermogen van 10 kW. De toestemming voor de bouw van ATHENE is in 1963 gegeven.
Op 28 juni 1968, ruim tien jaar na de eerste plannen, werd de centrale geopend door onderwijsminister Veringa. De reactor had toen zo'n zes miljoen gulden gekost. Pas acht maanden later werd de reactor voor het eerst opgestart en op 6 februari 1969 voor het eerst kritisch.

## Technische gegevens
De reactor gebruikte hoogverrijkt uranium (ca. 93% 235U). De reactor was ontworpen met een maximaal thermisch vermogen van 10 kW. Als regelelementen dienden platen van Boral, een keramisch materiaal dat boriumcarbide en aluminium bevat. 

## Ontmanteling
Minister De Brauw van wetenschapsbeleid en wetenschappelijk onderwijs constateerde in april 1972 in een brief aan het college van bestuur van de TH dat de kernenergie zich in Nederland niet had ontwikkeld als tien jaar daarvoor werd voorzien. Het voortbestaan van de ATHENE achtte hij in het landelijk kader een niet te verantwoorden financiële belasting. De financiën konden beter worden geïnvesteerd in een cyclotron op diezelfde instelling. Dit kwam halverwege de jaren 70 gereed en is inmiddels alweer vervangen door een moderner exemplaar.  
Gekozen werd voor een spoedige sluiting omdat bij een voortbestaan van de ATHENE de radioactiviteit met het verstrijken der jaren zou toenemen. Hierdoor zou een latere afbraak (en een nieuwe bestemming van het terrein) bemoeilijkt worden. Als uiterste datum van sluiting koos hij mei 1973. De reactor kreeg een periode van ‘afkoeling’. Daarna werd de paar kilo’s splijtstof weer over de weg naar het Belgische Mol afgevoerd, waar het vanuit de Verenigde Staten ook was ingevlogen. Daar bevindt zich het SCK.

## Heden
Het gebouw waarin ATHENE stond bestaat nog steeds, maar is inmiddels geheel leeggemaakt en staat op de nominatie om te worden gesloopt. 